# Clarence "Frogman" Henry
Clarence "Frogman" Henry, pseudonimo di Clarence Henry II (New Orleans, 19 marzo 1937 – New Orleans, 7 aprile 2024), è stato un pianista e cantante statunitense.
Tra i suoi successi più noti vi furono i brani Ain't Got No Home (1956) e (I Don't Know Why) But I Do (1961).

## Biografia
Clarence Henry nacque a New Orleans il 19 marzo 1937 e nel 1948 si trasferì nel quartiere di Algiers. Cominciò fin da bambino ad imparare a suonare il pianoforte, traendo ispirazione soprattutto da Fats Domino e da Professor Longhair. Durante i vari provini da lui affrontati, Henry si esibì sempre vestendosi come Longhair e indossando una parrucca con le trecce da entrambi i lati. Nel 1952 si unì al gruppo Bobby Mitchell & the Toppers, suonando il pianoforte ed il trombone; nel 1955, dopo essersi diplomato, lasciò il gruppo ed entrò a far parte della banda del sassofonista Eddie Smith.
Durante un'esibizione del 1955, per improvvisare l'esecuzione del brano Ain't Got No Home, Henry cantò con un timbro assomigliante al gracidio delle rane (che divenne poi il marchio di fabbrica del cantante). Il produttore della casa discografica Chess Records' A&R, Paul Gayten, ascoltò la canzone e la fece incidere a Clarence Henry nello studio dell'ingegnere del suono Cosimo Matassa nel settembre 1956. Lanciato inizialmente dal DJ locale Poppa Stoppa, il brano raggiunse il 3º posto nella classifica R&B degli Stati Uniti ed il 20º in quella pop. L'idea di cantare gracidando fece guadagnare a Henry il soprannome di Frogman ("uomo-rana"), dando inizio ad una carriera che durò fino alla morte.
Da lì Henry si esibì in tour per gli Stati Uniti insieme ad una band di 6 componenti, continuando nel frattempo ad incidere nuove canzoni. Una cover del famoso brano di Bobby Charles, (I Don't Know Why) But I Do, e la canzone You Always Hurt the One You Love, entrambi del 1961, furono due dei più grandi successi di Clarence Henry.
Henry aprì inoltre diciotto concerti dei Beatles negli Stati Uniti e in Canada nel 1964, sebbene la sua principale fonte di guadagni fossero i locali di Bourbon Street, a New Orleans, dove si esibì per 19 anni. Il nome di Clarence "Frogman" Henry attirò grandi folle di turisti anche a distanza di anni dalla fine del suo periodo più prolifico. Si esibì ancora durante vari eventi come il New Orleans Jazz and Heritage Festival.
Henry fece anche un cameo nel primo episodio della terza stagione della serie HBO Treme.

## Riconoscimenti
- I contributi dati da Clarence Henry al nascente genere R&B furono premiati con l'inserimento del cantante nella Rockabilly Hall of Fame.
- Nell'aprile del 2007 Henry fu inserito nella Louisiana Music Hall of Fame come premio per i suoi contributi alla musica incisa da artisti provenienti dalla Louisiana.

## Citazioni e omaggi
- Il gruppo musicale canadese The Band incluse una versione del brano Ain't Got No Home nel proprio album del 1973 Moondog Matinee.
- La versione originale di Clarence Henry dello stesso brano fu utilizzata invece nel 1982 come colonna sonora del film A cena con gli amici.
- Lo stesso brano fu inserito anche nel film Ragazzi perduti, cantata da Corey Haim nella famosa scena della vasca da bagno, mentre i cori della canzone furono utilizzati da Rod Stewart per il proprio singolo del 1984 Some Guys Have All the Luck.
- Ain't Got No Home fu inserita anche nel film The song is in the movie Casinò, suonata in sottofondo mentre Joe Pesci chiede a Robert De Niro fiches per 50.000 dollari.
- Nel suo album Live/Indian Summer, Al Stewart introdusse la sua canzone Year of the Cat con un curioso aneddoto su un incontro con Henry, Audrey Hepburn e G. Gordon Liddy.[6]

## Discografia

### Singoli
| Anno | Singolo                                                    | Posizione in classifica | Posizione in classifica | Posizione in classifica |
| Anno | Singolo                                                    | US Pop                  | US R&B                  | UK                      |
| ---- | ---------------------------------------------------------- | ----------------------- | ----------------------- | ----------------------- |
| 1956 | Ain't Got No Home lato B Troubles, Troubles                | 20                      | 3                       | -                       |
| 1957 | Lonely Tramp lato B I'm A Country Boy                      | -                       | -                       | -                       |
| 1957 | It Won't Be Long lato B I Found A Home                     | -                       | -                       | -                       |
| 1958 | I'm In Love lato B Baby, Baby Please                       | -                       | -                       | -                       |
| 1961 | (I Don't Know Why) But I Do lato B Just My Baby and Me     | 4                       | 9                       | 3                       |
| 1961 | You Always Hurt the One You Love lato B Little Suzy        | 12                      | 11                      | 6                       |
| 1961 | Lonely Street lato B Why Can't You                         | 57                      | 19                      | 42                      |
| 1961 | On Bended Knees lato B Standing In The Need Of Love        | 64                      | -                       | -                       |
| 1962 | A Little Too Much lato B I Wish I Could Say The Same       | 77                      | -                       | -                       |
| 1962 | Dream Myself A Sweetheart lato B Lost Without You          | -                       | -                       | -                       |
| 1962 | The Jealous Kind lato B Come On and Dance                  | -                       | -                       | -                       |
| 1963 | It Takes Two To Tango lato B If I Didn't Care              | -                       | -                       | -                       |
| 1964 | Looking Back lato B Long Lost and Worried                  | -                       | -                       | -                       |
| 1964 | Have You Ever Been Lonely lato B Little Green Frog         | -                       | -                       | -                       |
| 1965 | You Can't Hide A Tear lato B I Told My Pillow              | -                       | -                       | -                       |
| 1965 | Tore Up Over You lato B I Might As Well                    | -                       | -                       | -                       |
| 1966 | Ain't Got No Home (riedizione) lato B Baby Ain't That Love | -                       | -                       | -                       |
| 1966 | Cajun Honey lato B Think It Over                           | -                       | -                       | -                       |
| 1967 | Hummin' A Heartache lato B This Time                       | -                       | -                       | -                       |
| 1968 | That's When I Guessed lato B Shake Your Moneymaker         | -                       | -                       | -                       |
| 1993 | (I Don't Know Why) But I Do lato B Ain't Got No Home       | -                       | -                       | 65                      |